# Damon Hayler
Damon Hayler, né le 6 juin 1976, est un snowboardeur australien. Spécialisé dans les épreuves de snowboardcross, il a notamment remporté une épreuve de coupe du monde, ce fut à Bad Gastein (Autriche) en janvier 2009 et compte deux podiums en coupe du monde au total (l'autre podium est une 3e place acquise  lors de la saison 2006 à Saas Fee en Suisse). Il a par ailleurs pris part aux Jeux olympiques d'hiver de 2006 de Turin où il termina à la 7e place et meilleur australien dans l'épreuve de snowboardcross disputée à Bardonnèche.

## Palmarès

### Coupe du monde
- Meilleur classement au général : 68e en 2007.
- Meilleur classement de snowboardcross : 9e en 2007.
- 2 podiums dont 1 victoire (tous en snowboardcross).